# Wagon Mound
Wagon Mound – wieś w Stanach Zjednoczonych, w stanie Nowy Meksyk, w hrabstwie Lincoln.